# Mercedes-Benz Unimog

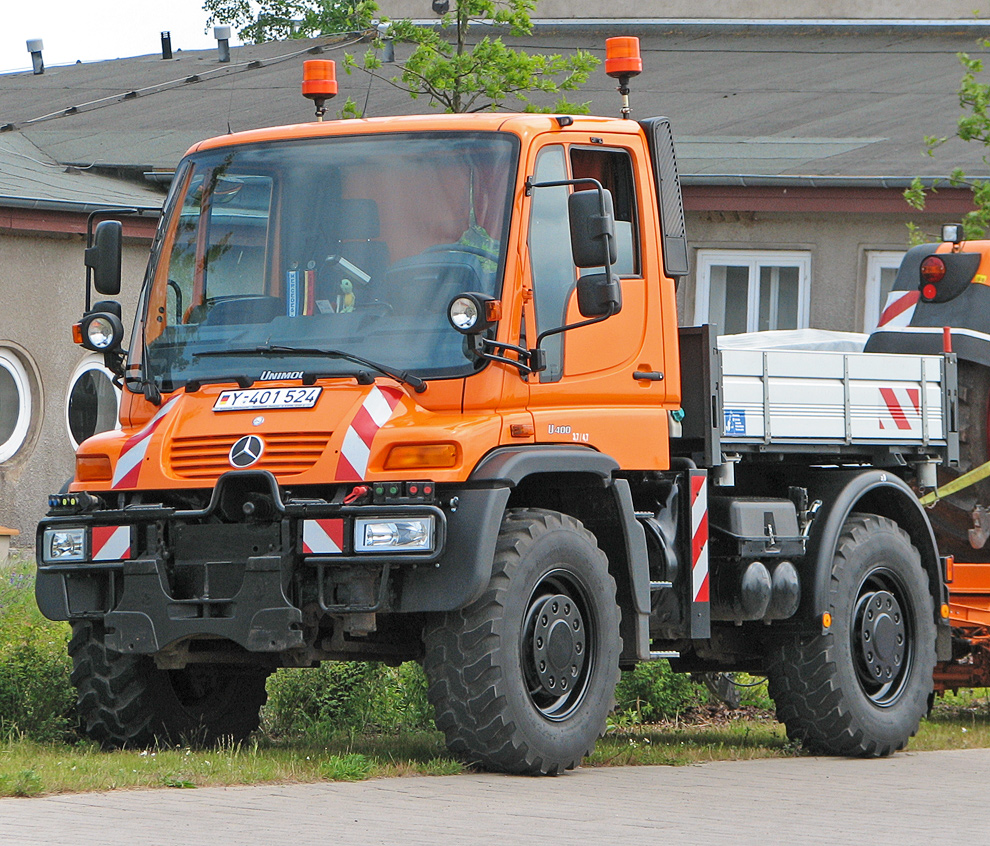
Unimog U400, version construite depuis 2000

Unimog est une marque commerciale de Daimler Truck, créée en 1946 pour une série de petits camions utilitaires tout-terrain. Le nom est la contraction de l'expression allemande « UNIversal-MOtor-Gerät », signifiant « engin motorisé universel ».

## Histoire
L'Unimog est développé durant la Seconde Guerre mondiale à partir de 1944 par Albert Friedrich (de), ingénieur chez Daimler-Benz, qui travaillait alors sur les moteurs d'avions. Il souhaite développer un engin motorisé « hybride », combinant les caractéristiques d'un camion avec celui d'un tracteur agricole, afin qu'il soit supérieur aux tracteurs agricoles de l'époque. Il lui adjoint donc des particularités techniques bien précises, telles qu'un moteur de camionnette, quatre roues motrices, ou encore une capacité de franchissement considérable. D'ailleurs la voie entre les roues correspond à un multiple entre deux sillons de pomme de terre : 1,27 mètre.
Les premiers prototypes sortent en 1947 (les six prototypes sont nommés de U1 à U6) et le premier modèle de série, l'Unimog 70200 (de), sort des usines Boehringer (de) de Göppingen en juin 1948 (entre 1949 et 1951, 600 Unimog seront produits). Après rachat de la marque par Daimler-Benz en 1951, le modèle devient l'Unimog 2010, auquel succède l'Unimog 401 Diesel en 1953, premier modèle à porter l'étoile Mercedes. À partir de là, l'Unimog n'a cessé d'évoluer. En 2007, les versions produites sont équipées d'un moteur six-cylindres en ligne de 6 litres de cylindrée développant 240 ch. En 2015 le modèle U 4023/5023 est doté d'un quatre-cylindres de 231 ch.

## Production
L’Argentine a été le premier pays à accueillir une usine Unimog hors d’Allemagne. Implantée à González Catán, dans la banlieue de Buenos Aires, le premier camion Unimog est sorti des chaînes d’assemblage en septembre 1968 ; le programme était initialement destiné à équiper l’armée argentine d’U416 simple et double cabine et d’U406.

## Versions
- Boehringer 70200
- Unimog 2010
- Unimog 401
- Unimog 402
- Unimog 404
- Unimog 411
- Unimog 406
- Unimog 416
- Unimog 403
- Unimog 421
- Unimog 426
- Unimog 413
- Unimog 431
- Unimog 425
- Unimog 435
- Unimog 424
- Unimog 419
- Unimog 436
- Unimog 407
- Unimog 417
- Unimog 427
- Unimog 437
- Unimog 408
- Unimog 418
- Unimog 409
- Unimog 405

### Unimog 411
En 1956 est créé l'Unimog 411, qui est l'évolution du modèle 401. Ce modèle est doté d'un moteur quatre-cylindres Diesel développant 36 ch. La principale modification par rapport au 401 est le nouveau système de faux châssis trois-points qui, couplé avec l'option « vérin hydraulique » permet au 411 la fonction « tri-benne », qui permet de verser le plateau à gauche, à droite ou vers l’arrière. Ce modèle propose en option la boîte de vitesses synchronisée en 1957 et abolit la boîte de vitesses à crabots en 1959 en disposant de série de la boîte synchronisée. Ces Unimog se conduisent tous en France avec le permis B. Adopté par les agriculteurs, ce modèle a pu être identifié en tant que tracteur agricole sur la carte grise, ce qui permet au véhicule de ne pas être soumis au contrôle technique.
À partir de 1957, les 411 peuvent recevoir une cabine fermée en option construite par la firme Westfalia. Le 411 propose de nombreuses options comme le relevage trois-points hydraulique, la tribenne, les prises de force, la faucheuse Busatis, le treuil Mercedes Typ B, etc.
Le 411 va rester la référence jusqu'au milieu des années 1970. (39 581 Unimog 411 ont été produits entre 1956 à 1974)

## Production Unimog 411
| Année | 1956 | 1957 | 1958 | 1959 | 1960 | 1961 | 1962 | 1963 | 1964 | 1965 | 1966 | 1967 | 1968 | 1969 | 1970 | 1971 | 1972 | 1973 | 1974 | total |
| ----- | ---- | ---- | ---- | ---- | ---- | ---- | ---- | ---- | ---- | ---- | ---- | ---- | ---- | ---- | ---- | ---- | ---- | ---- | ---- | ----- |
| 411   | 665  | 3603 | 2735 | 3117 | 3924 | 4840 | 3921 | 3747 | 2842 | 2119 | 1190 | 1575 | 1382 | 1216 | 1156 | 509  | 485  | 397  | 158  | 39581 |

### Unimog 404
L'Unimog 404 est un utilitaire de taille moyenne, 2 400 kg à vide, à cabine bâchée ou plus rarement tôlée. Il était équipé à l'arrière soit d'un plateau bâché pour le transport de personnes et de matériel, soit d'une cabine fermée pour le matériel radio. Compte tenu de sa robustesse et de ses capacités de franchissement en tout terrain, en usage civil, il a été souvent utilisé par les pompiers équipé d'une pompe et d'une citerne. C'est d'ailleurs le seul Unimog à avoir été conçu au départ pour un usage militaire, alors que parmi les autres modèles conçus pour un usage civil, certains ont été adaptés pour les armées de nombreux pays.
Le moteur est un six-cylindres essence de 2,2 litres de 82 ch sur les versions 404.1 et 2,8 litres sur les 404.0 (très rares).
Les Unimog 404 construits à partir de 1954, bien qu'anciens, bénéficient de caractéristiques techniques intéressantes en tout terrain :
- blocage des différentiels avant et arrière et engagement du train avant en roulant ;
- boite entièrement synchronisée à six rapports avant, dont deux extra lents, plus deux arrière ;
- garde au sol de 40 cm grâce aux « ponts portiques » : les ponts avant et arrière sont décalés vers le haut par rapport aux axes des roues, l'entraînement se faisant par deux engrenages par roue (appelés « réducteurs ») dans les corps des ponts à leurs extrémités ;
- allumage entièrement blindé et étanche, pour permettre un franchissement dans 1,20 mètre d'eau, et éviter des interférences dans les communications radio ;
- suspension à ressorts hélicoïdaux permettant des débattements importants.

## Production Unimog 404
| Année                        | 1955 | 1956 | 1957 | 1958 | 1959 | 1960 | 1961 | 1962 | 1963 | 1964 | 1965 | 1966 | 1967 | 1968 | 1969 | 1970 | 1971 | 1972 | 1973 | 1974 | 1975 | 1976 | 1977 | 1978 | 1979 | 1980 | total               |
| ---------------------------- | ---- | ---- | ---- | ---- | ---- | ---- | ---- | ---- | ---- | ---- | ---- | ---- | ---- | ---- | ---- | ---- | ---- | ---- | ---- | ---- | ---- | ---- | ---- | ---- | ---- | ---- | ------------------- |
| 404                          | 578  | 1334 | 2337 | 2651 | 3649 | 5516 | 4986 | 6593 | 5810 | 4710 | 4765 | 4479 | 2438 | 3261 | 3337 | 2645 | 802  | 684  | 1090 | 932  | 347  | 334  | 142  |      |      |      | 63420 Jusqu’en 1977 |
| 404 Empattement 2670 mm      | *    | *    |      |      |      |      |      |      |      |      |      |      |      |      |      |      |      |      |      |      |      |      |      |      |      |      |                     |
| 404 B Empattement 2900 mm    |      | *    | *    | *    | *    | *    | *    | *    | *    | *    | *    | *    | *    | *    | *    | *    | *    | *    | *    | *    | *    | *    | *    | *    | *    |      |                     |
| 404 M130 Empattement 2900 mm |      |      |      |      |      |      |      |      |      |      |      |      |      |      |      |      |      | *    | *    | *    | *    | *    | *    | *    | *    | *    |                     |

### Innovations
L'Unimog a été un précurseur sur de nombreux points, il a servi de modèle pour la création de véhicules équivalents apparus dix ans plus tard. Certaines de ses caractéristiques comme le « pont-portique » sont toujours utilisées sur les camions militaires ou civils.

## Utilisations

### Civile
Dans le domaine civil, les Unimog sont notamment utilisés pour des travaux hors route, de génie civil, de lutte contre l'incendie, de déblaiement lors d’intempéries, etc.

### Militaire
Dans les forces armées les Unimog sont notamment utilisés comme véhicule de transport, de commandement, de communication, de réparation ou encore comme ambulance.
Outre la Bundeswehr, l'Unimog est utilisé ou a été utilisé dans un grand nombre de forces armées dont les Forces armées argentines, australiennes, britanniques, belge, boliviennes, brésiliennes, chiliennes, danoises, estoniennes, américaines, finlandaises, françaises, grecques, hongroises, indonésiennes, irlandaises, luxembourgeoises, mexicaines, néerlandaises, néo-zélandaise, pakistanaises, paraguayennes, portugaises, rhodésiennes, singapouriennes, sud-africaines, suisses, taïwanaises et turques. Un don de 60 camions a été offert aux Forces armées du Cameroun par l'Allemagne.
- États-Unis : l'US Army utilise l'Unimog pour atteindre des installations éloignées. Environ 2 500 Unimog en version génie (Small Emplacement Excavator, ou « SEE », Unimog FLU-419) étaient en service dans l'armée et le Corps des Marines dans le milieu des années 1990. Ces derniers ont été retirés du service en 2010.
- Royaume-Uni : les Unimog ont notamment été utilisés pendant la guerre du Golfe en 1991, pour le ravitaillement des opérations des SAS.
- Suisse : l'Armée suisse a utilisé plusieurs modèles d'Unimog :
  - 600 Unimog D 401, mise en service en 1950, retrait en 1990 ;
  - 540 Unimog D 2010, 160 vhc en 1951 et 380 vhc en 1952 ;
  - 109 Unimog 411 dont 70 Unimog D 411.118, entre 1963 et 1973, notamment en version poseur de câbles téléphoniques ;
  - 2 000 Unimog S 404 (S 404.111, S 404.113/114, S 404.115) en plusieurs versions notamment transport (Vhc tt léger de transport), conduite de tir d'artillerie, réparation, maintenance, pièces de rechange, radiogoniomètre, fraiseuse neige, etc. ;
  - Unimog U5000 (437.4), véhicule d'extinction de 3 000 litres pour feux de forêts (camion-citerne feux de forêts) ;
  - Unimog U400, véhicule de nettoyage d'aérodrome (vhc nett ld 01 aérod) en plusieurs versions.

## Galerie

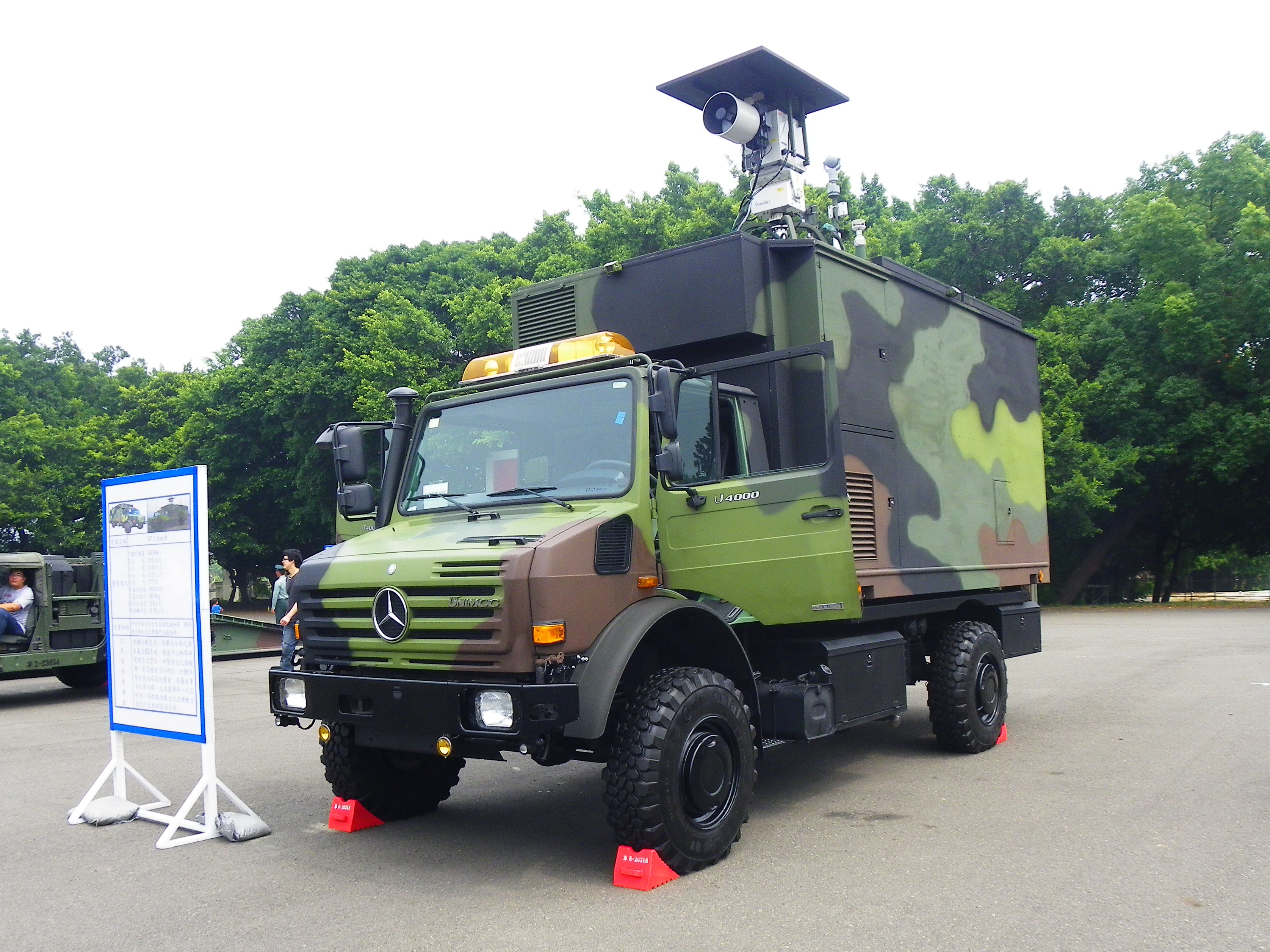
Unimog de reconnaissance NRBC de l'Armée de la République de Chine (Taïwan) .
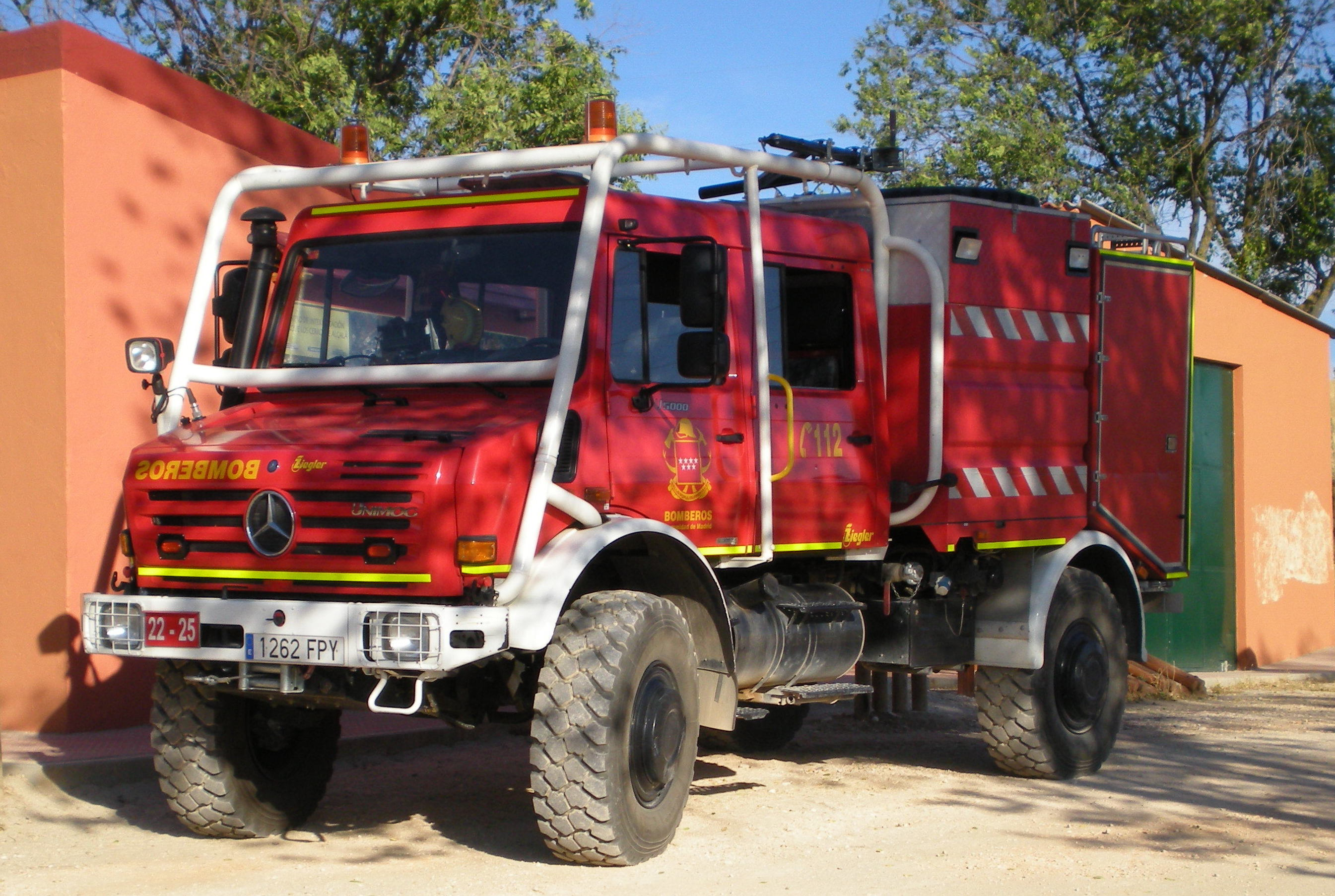
Unimog des pompiers espagnols.
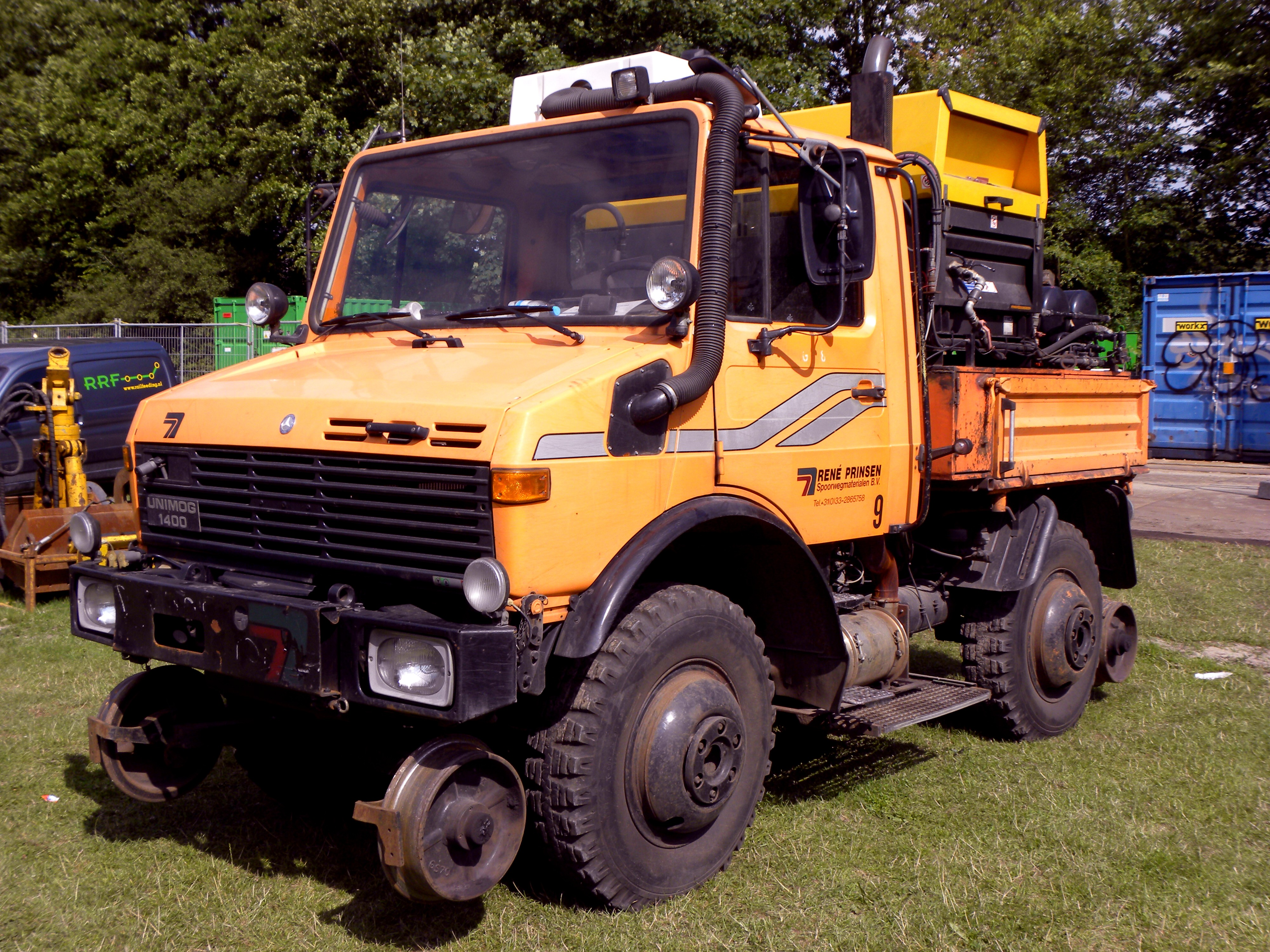
Unimog 1400 rail route belge.
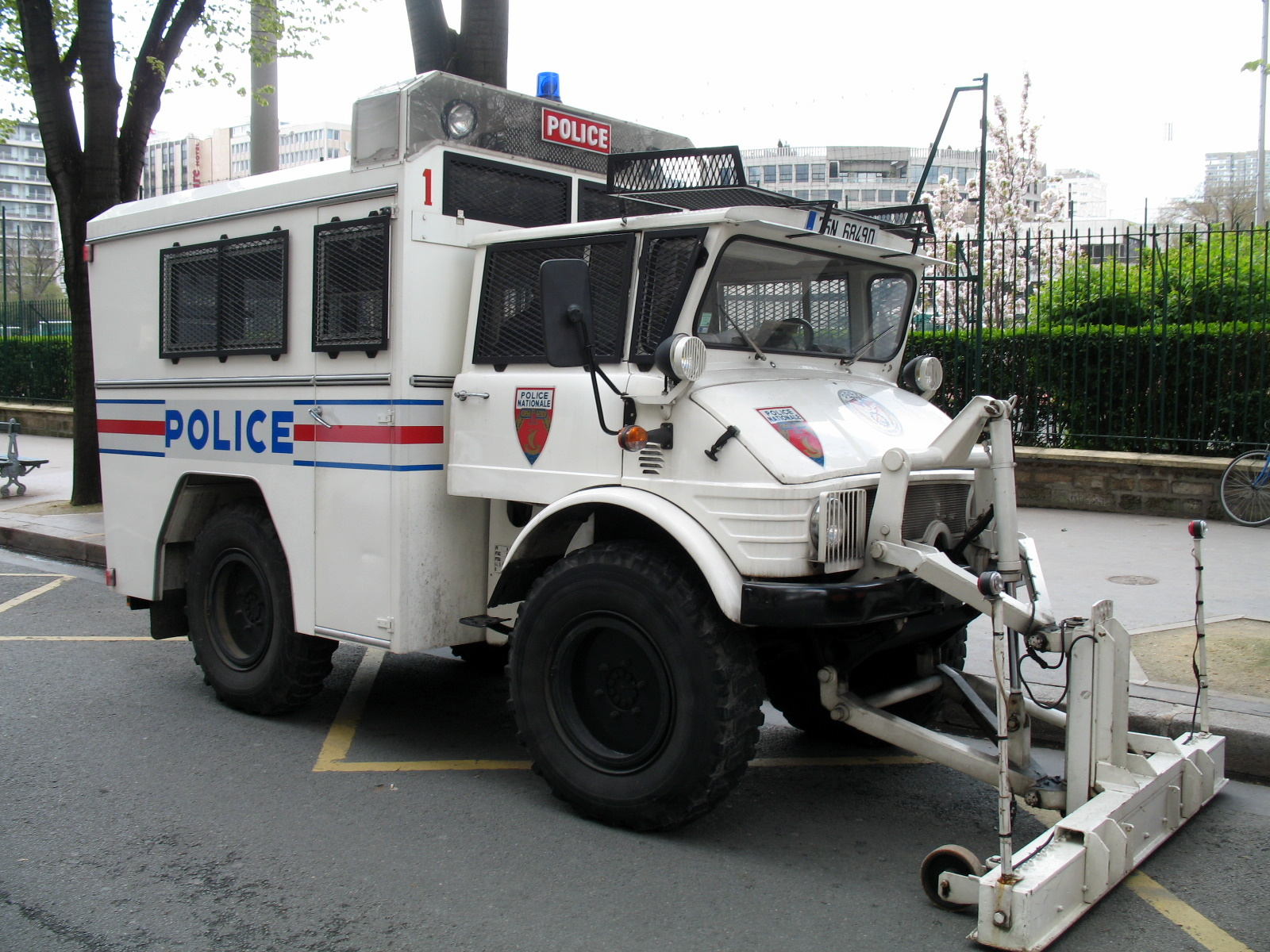
Unimog de maintien de l'ordre appartenant à la Police nationale française.
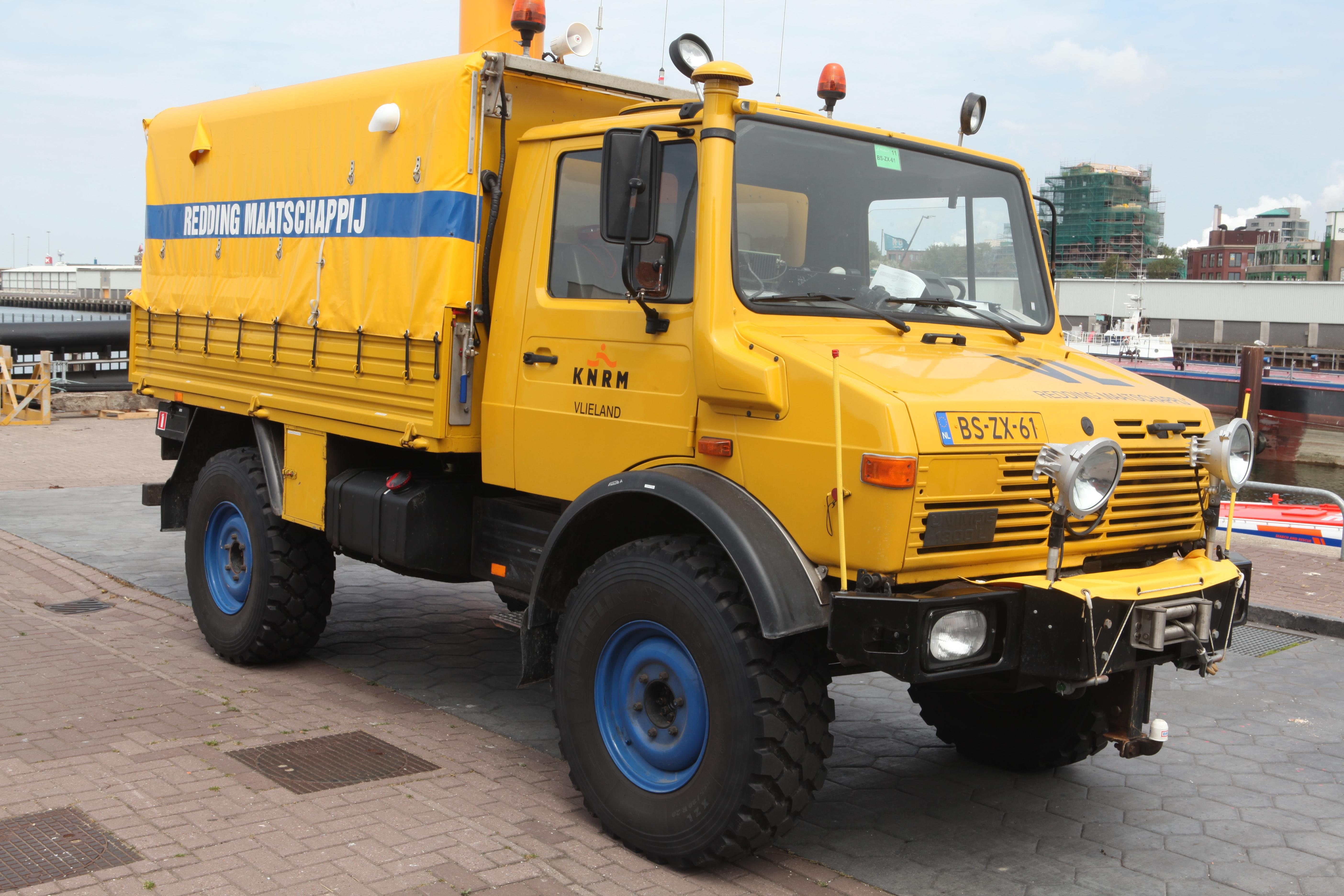
Unimog 1300 de travaux publics néerlandais.
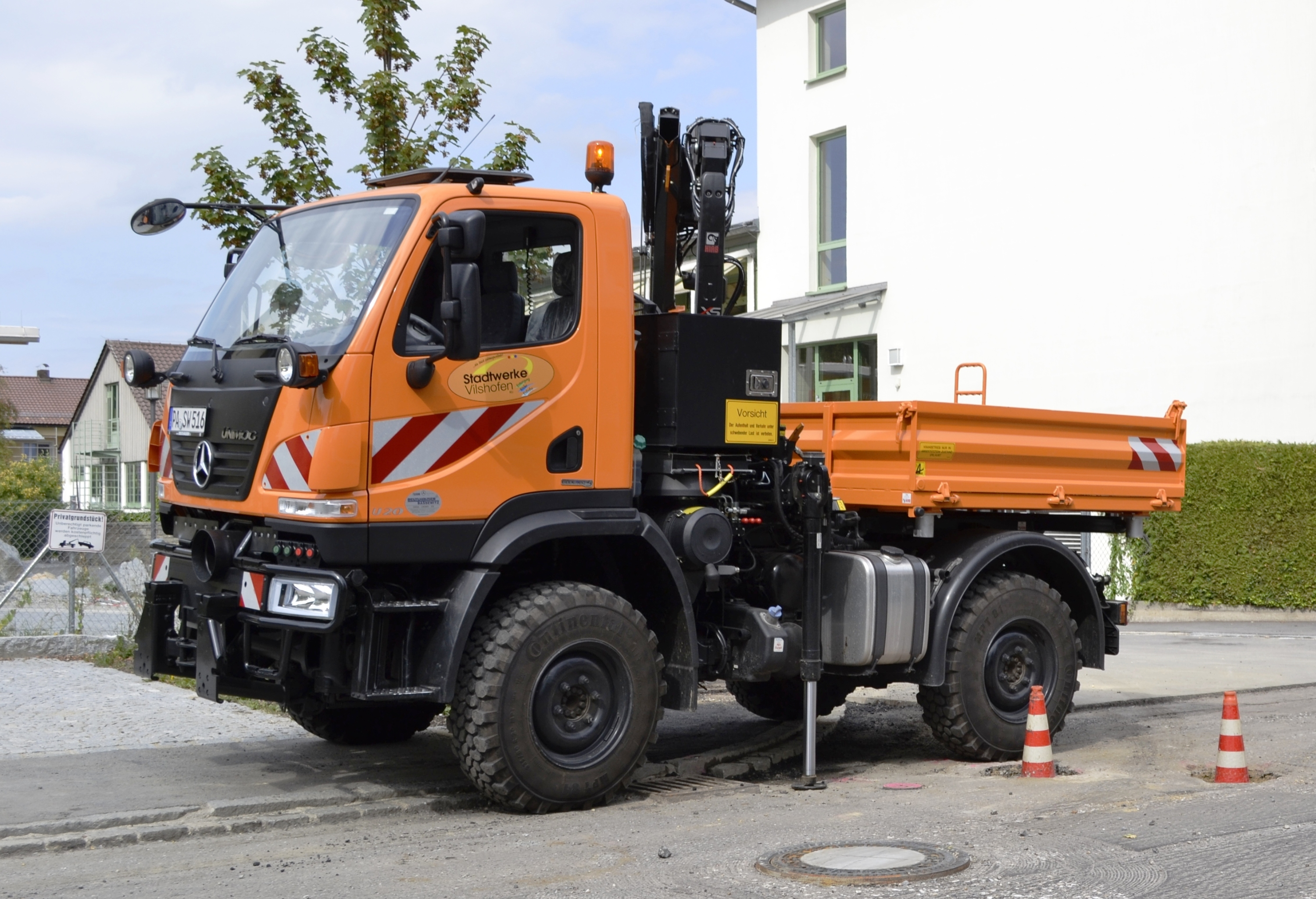
Un Unimog U20 en Allemagne en 2011